# Alfred Sisley

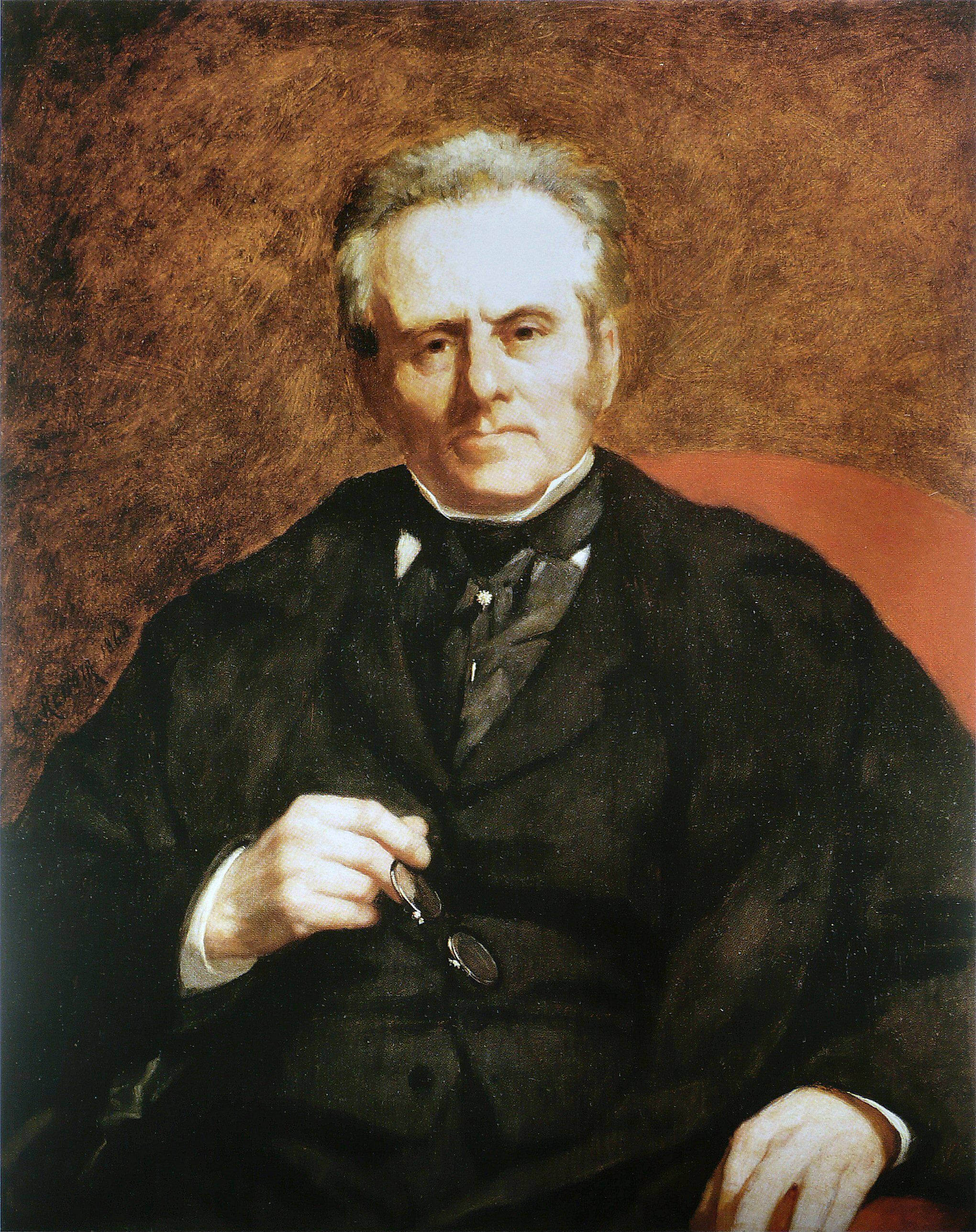
Retrat de William Sisley de Pierre-Auguste Renoir

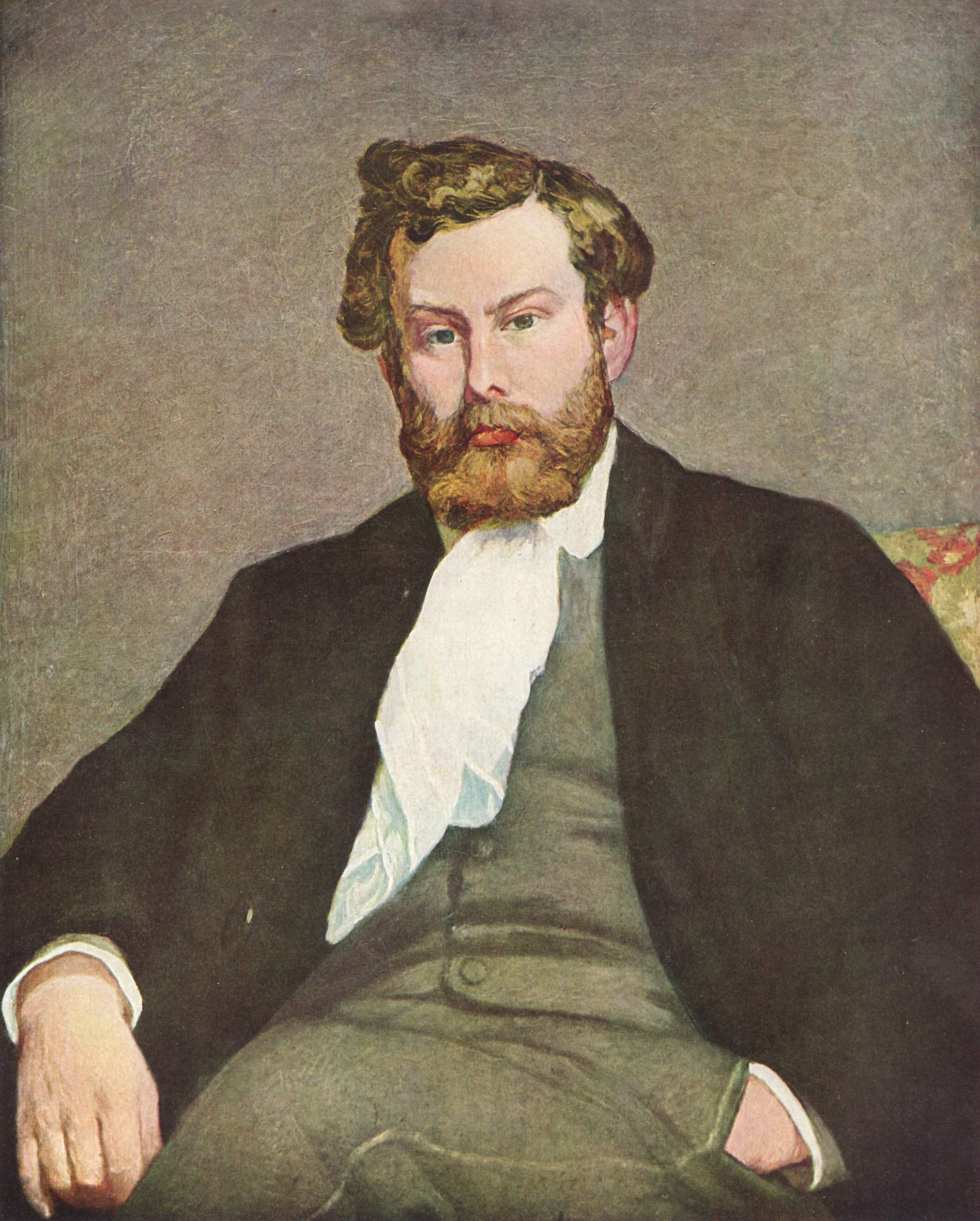
Retrat d'Alfred Sisley de Renoir (1868), Fundació i Col·lecció Emil G. Bührle, Zúric

Alfred Sisley (París, 30 d'octubre de 1839 - Moret-sur-Loing, 29 de gener de 1899) fou un pintor francès. De pares anglesos, va ser enviat a Anglaterra per a aprendre l'idioma i fer estudis de comerç, contraris als seus desitjos artístics. Comença a pintar com afeccionat i ingressa en l'estudi de Charles Gleyre on coneix Renoir i Bazille. La guerra francoprussiana de 1870 va arruïnar la seva família i va obligar Sisley a marxar a Londres. Decideix llavors ser pintor.
El 1874 va exposar en la primera exposició dels impressionistes i ho continuaria fent el 1876, 1877 i 1882. Sisley va ser eminentment un pintor paisatgista, que es va distingir dels seus col·legues impressionistes per la decisiva intervenció als seus quadres dels elements més imponderables: l'aigua, la neu, el cel, la boira, de tal forma que ha estat considerat, al costat de Monet, com un dels impressionistes més purs.
Entre 1872 i 1880 va realitzar el bo i millor de la seva producció: paisatges de gran espontaneïtat dels voltants de París, de Marly-le-Roi, Louveciennes, Bougival, Sèvres, Saint-Cloud o Meudon. Va morir com havia viscut, en la pobresa, abans de poder contemplar com els seus quadres, que en angoixants moments de penúria havia venut a preus irrisoris, poc després de la seva mort començaven a ser apreciats per la crítica i el públic i arribaven a elevades cotitzacions al mercat artístic.

## Biografia

### Joventut i formació (1839-1871)

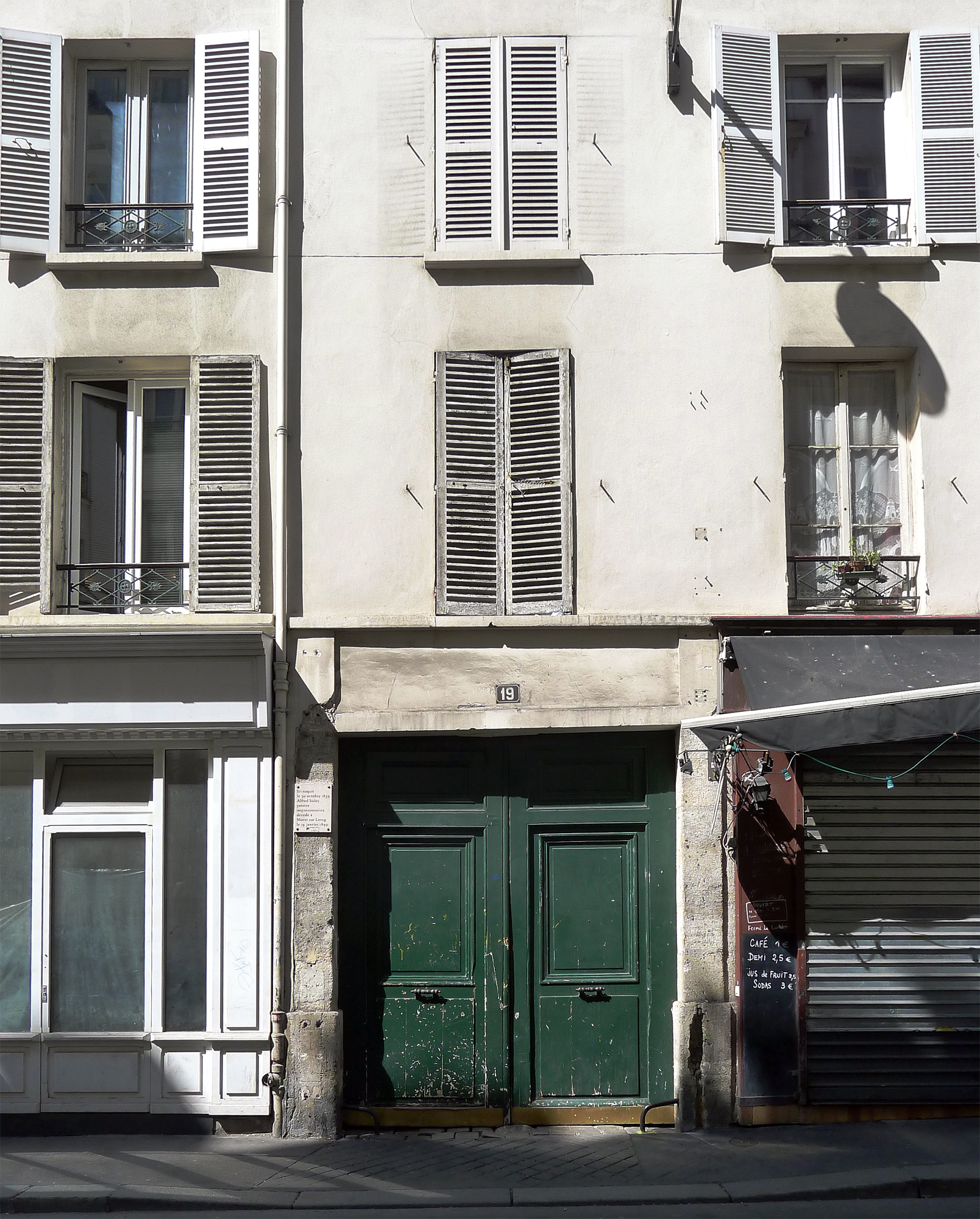
Casa natal de Sisley a París

Sisley va néixer a París al núm.19 del carrer de les Trois-Bornes, el 30 d'octubre de 1839, de pares comerciant anglesos, establerts a la capital francesa per negocis. El seu pare, William Sisley, dirigia un negoci d'importació lligat a l'empresa familiar basada a Londres. La seva mare, Felicia Sell, era força afeccionada a la música i la vida de societat.
Va ser batejat l'any 1840 pel pastor Athanase Coquerel a l'església reformada de París.
El 1857, els seus parents l'envien a Londres, a l'edat de divuit anys per destinar-ho a una carrera comercial. Durant aquests anys d'aprenentatge (1857-1862), passa més temps visitant els museus que dedicat a la seva formació comercial, i admira particularment les obres de Constable, Turner. De retorn a França el 1861, obté dels seus parents l'autorització per abandonar els afers i consagrar-se a l'art.
L'octubre de 1861 va entrar al taller de Charles Gleyre, a l'École Nationale Supérieure des Beaux-Arts de París, on s'inicia a la pràctica del dibuix. A l'Acadèmia Suïssa coneix Renoir, Monet i Bazille, amb els quals ràpidament fa amistat. La concepció del paisatge de Gleyre difereix massa de la percepció que en té i els quatre amics abandonen el taller del mestre pel març per treballar a l'aire lliure (Au plein air) i plantar el seu cavallet al bosc de Fontainebleau, a Chailly-en-Bière, Barbizon, o Marlotte. Aquesta primera experiència de treball en grup, renovada sobretot al juliol de 1865, uneix els quatre artistes, els motiva i anuncien, l'any mateix en què s'inaugura el primer Salon des Refusés, el seu interès en la nova pintura impressionista. La seva pintura de paisatges delicats ha influït per Jean-Baptiste Camille Corot i Charles-François Daubigny.
Comença a pintar pels voltants de París. A partir de 1865, va pintar les alberedes de castanyers a la Celle-Saint-Cloud amb Bazille, realitzant les seves primeres teles sobre el motiu en els boscos de la Celle-Saint-Cloud. Frédéric Bazille va fer el seu retratat l'hivern de 1867-1868.

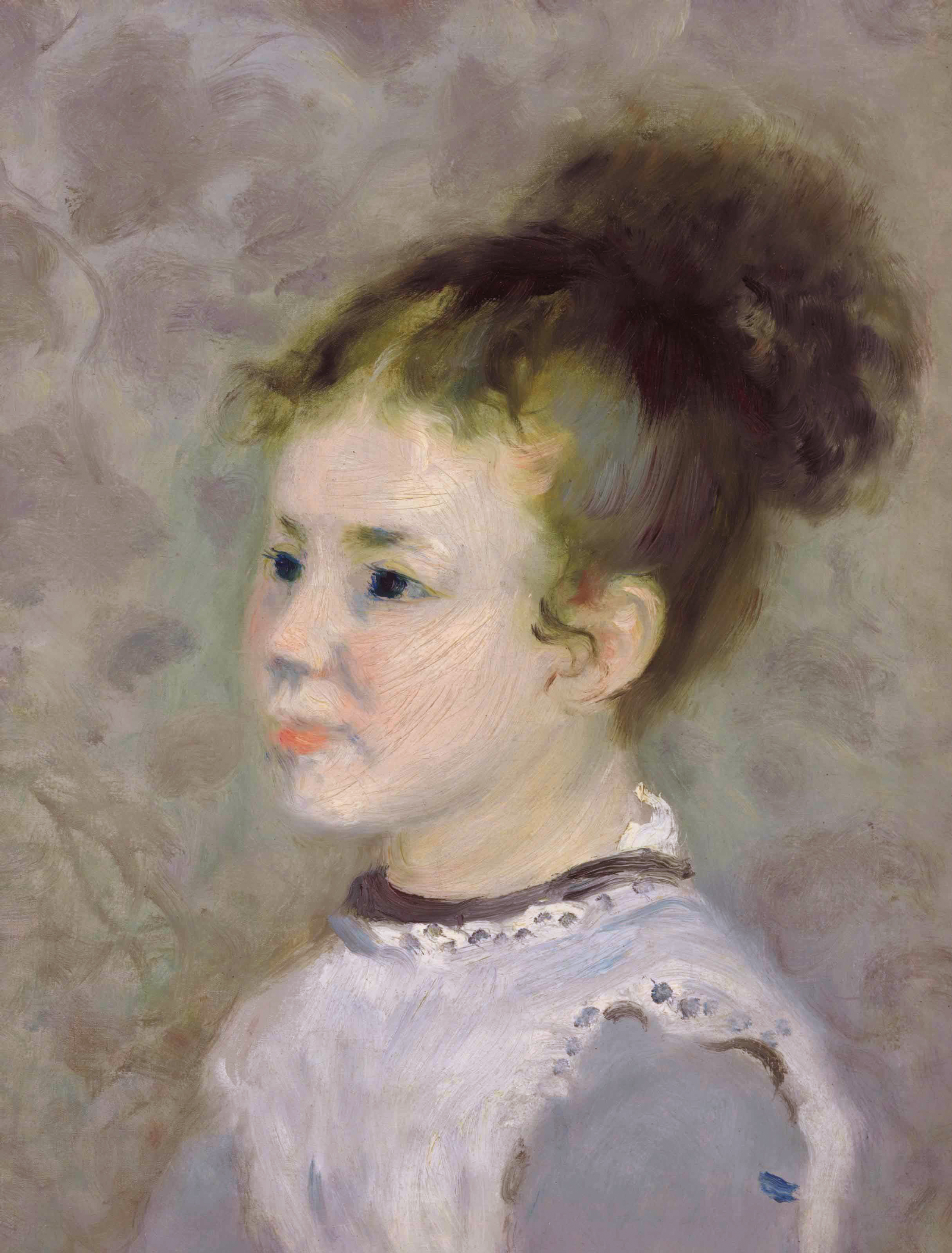
Pierre-Auguste Renoir, Retrat de Jeanne Sisley, la seva filla, 1875, obra no localitzada

Va conèixer Marie-Louise Adélaïde-Eugénie Lescouezec, una jove parisenca procedent de Toul, en la Meurthe, i es van casar l'any 1866. Renoir va pintar el 1869 «El matrimoni Sisley», que suposadament representa Sisley i la seva dona (actualment al Wallraf Richartz Museum, Colònia). Marie Bracquemond els va pintar l'any 1880 : «El passeig en vaixell. Sisley i la seva dona» i «Sota la Làmpada» : la parella Sisley sopant en les Bracquemond a Sèvres. De la seva unió naixeran tres fills, Pierre (nascut l'any 1867, que seria decorador i antiquari, i es mantindria solter fins a la seva mort l'any 1929 a París), Jeanne (nascuda l'any 1869 que esdevindrà madame Diets, també escrit Dietsh, i que va ser pintora i aquarel·lista, morta el 4 de febrer de 1919 a París) i Jacques nascut l'any 1871 mort al mateix any. En 1871, Sisley va pintar els seus dos nens, en un saló, realitzant potser el seu únic retrat. Gràcies a la fortuna del seu pare, va poder consagrar-se al seu art serenament, sense problemes financers. Instal·lat amb la seva esposa a París, compartia el seu temps entre el treball al taller, les reunions informals al cafè Guerbois, presidides per Édouard Manet, cap de files de la jove generació de pintors, i on es trobaven crítics i periodistes com Louis Edmond Duranty, o Émile Zola. Però aquesta vida parisenca palpitant i font d'estímuls, que Zola descriuria molt bé a la seva novel·la L'Obra, inspirada voluntàriament en la vida dels impressionistes, Sisley l'omplia inevitablement d'estades al camp, sota el pretext de pintar a l'aire lliure, als voltants pròxims de París.
Fins al 1870, pinta al seu taller a París, situant els personatges en la capital i els seus voltants.
Va presentar dos paisatges del Canal Sant-Martin al Saló de París de 1870.
Al començament de l'ocupació prussiana, aconsegueix fugir de París i fa una primera estada a Louveciennes. Hi pinta sobretot «Primeres neus a Louveciennes», representant el carrer de veïns en el caseriu on resideix. Pinta igualment una sèrie de teles de dalt de la costa del Cœur-Volant. La mort del seu pare a finals de 1870 modifica dràsticament les seves condicions de vida. El 1870, amb Monet i Pissaro, Sisley es refugia a Londres on Camille Pissarro el posa en contacte amb Paul Durand-Ruel.
De retorn a França, abandona París pel març de 1871 per instal·lar-se a Louveciennes a prop de la casa de la família de Renoir, on lloga una casa i se sosté només amb els mitjans del seu art, després de la mort del seu pare, arruïnat per la guerra. Mentre que l'oest de París, cap a Versalles era l'escenari d'operacions militars prussianes i franceses, Sisley va realitzar un gran nombre paisatges de Louveciennes, Marly-le-Roi i Bougival on no figura cap traça de la guerra.

## Obra
A Catalunya hi ha obres seves al MNAC i al Museu de Montserrat.
- Pont a Villeneuve-la-Garenne 1872, oli sobre tela, 49,5 × 65,4 cm, Metropolitan Museum of Art, Nova York

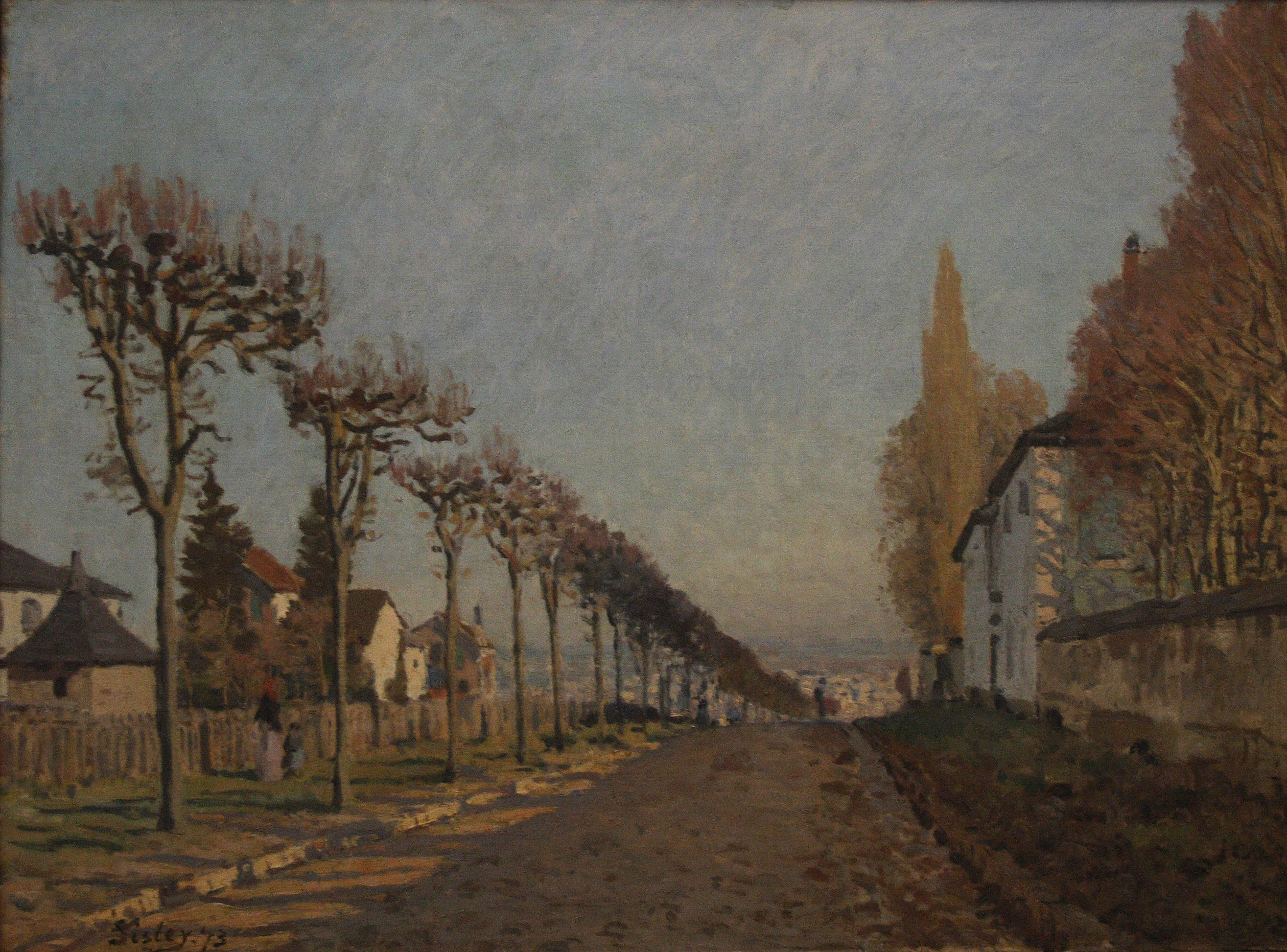
Le chemin de la Machine, 1873.
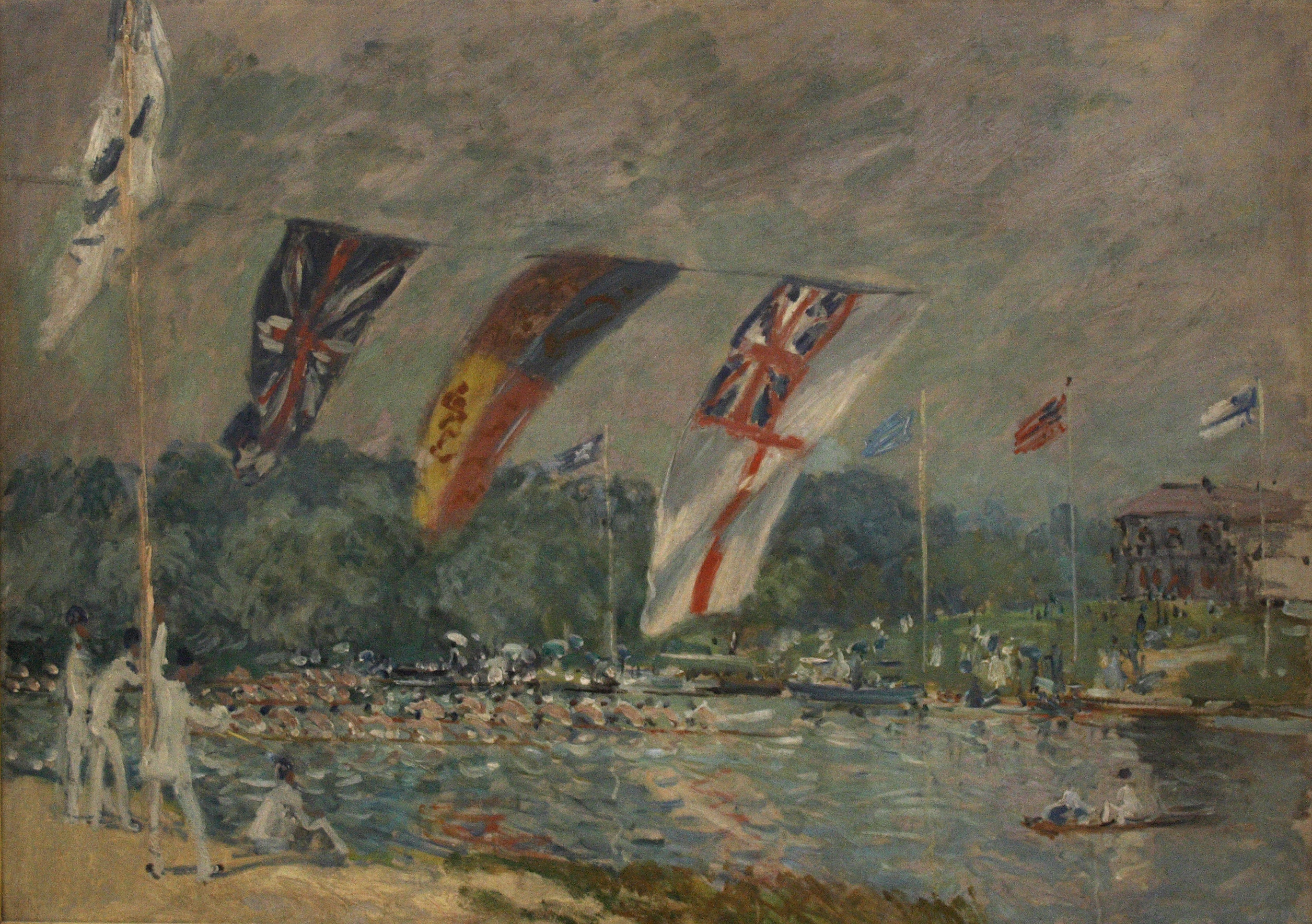
Les regates a Molesey, 1874.
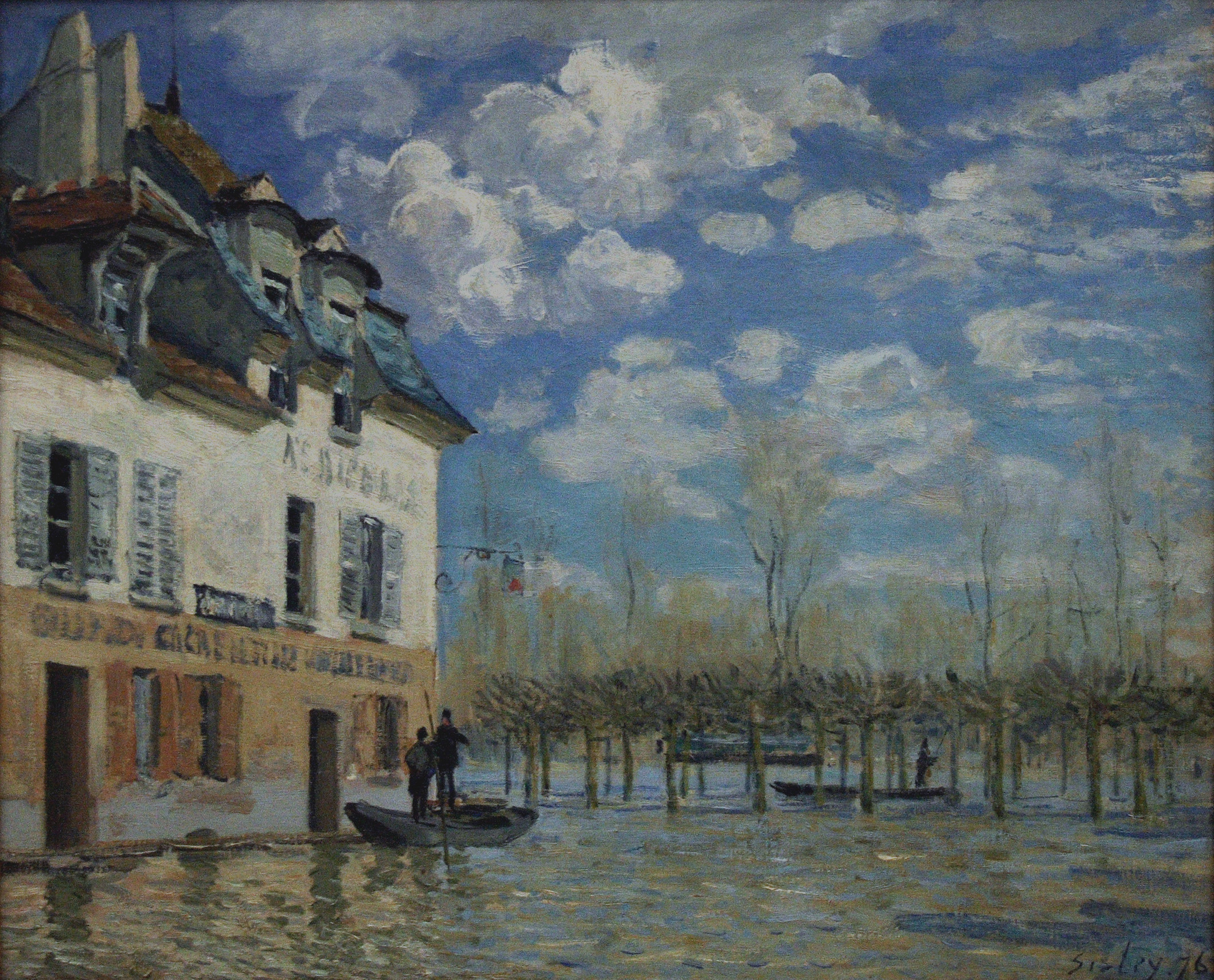
La barque pendant l'inondation, 1876.
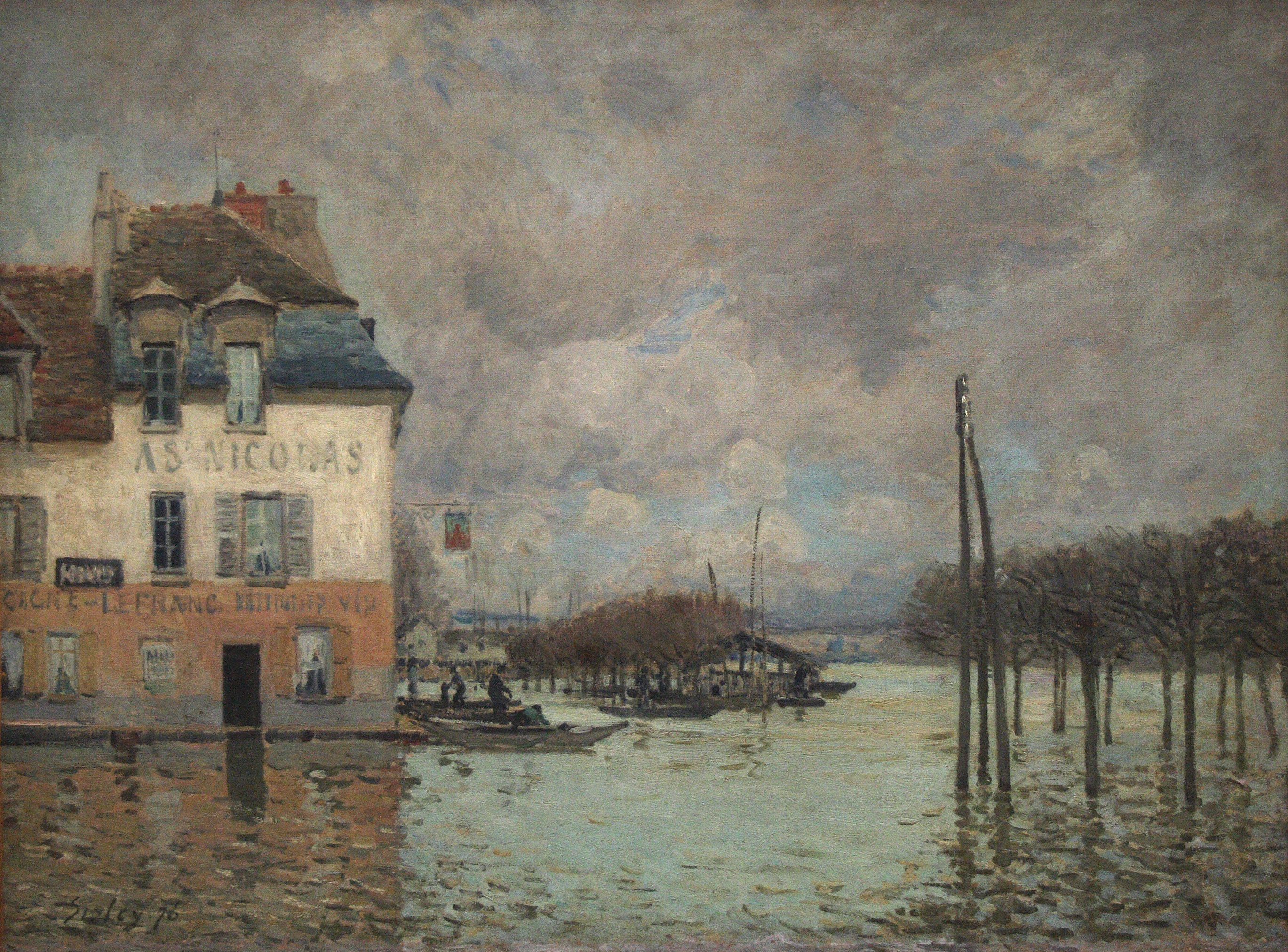
L'inondation a Port-Marly, 1876.
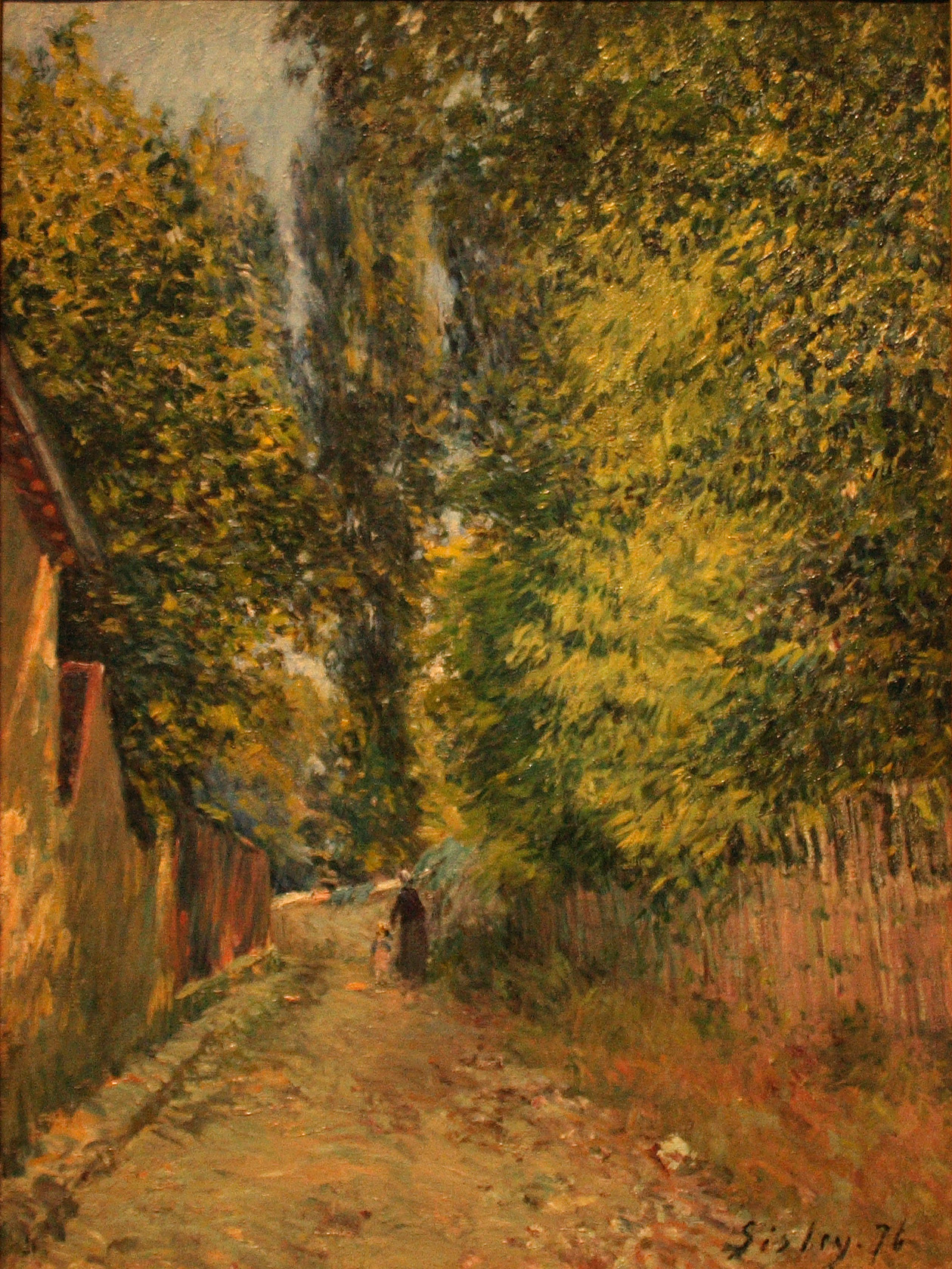
Environs de Louveciennes, 1876.
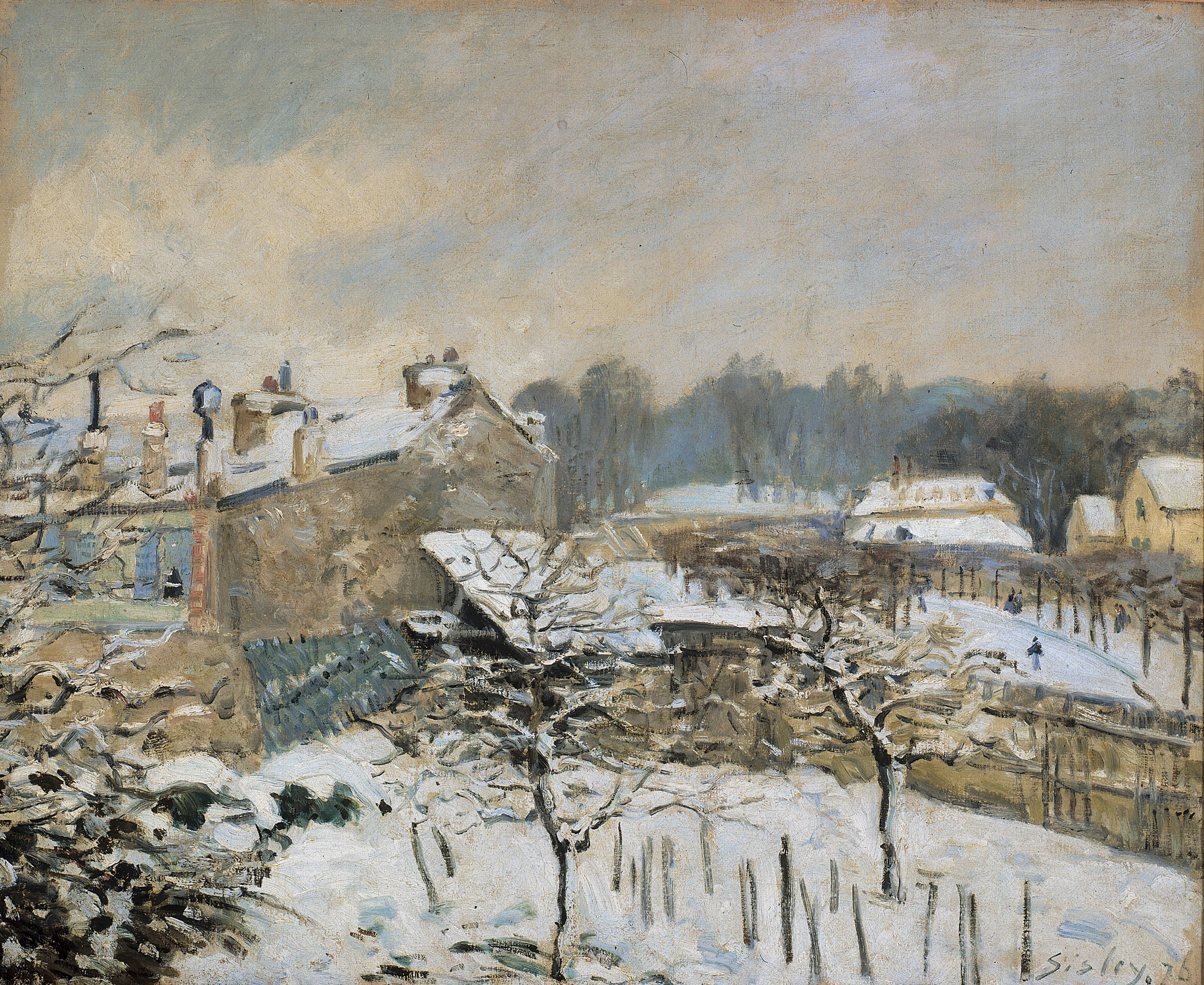
Effet de neige à Louveciennes, 1876.
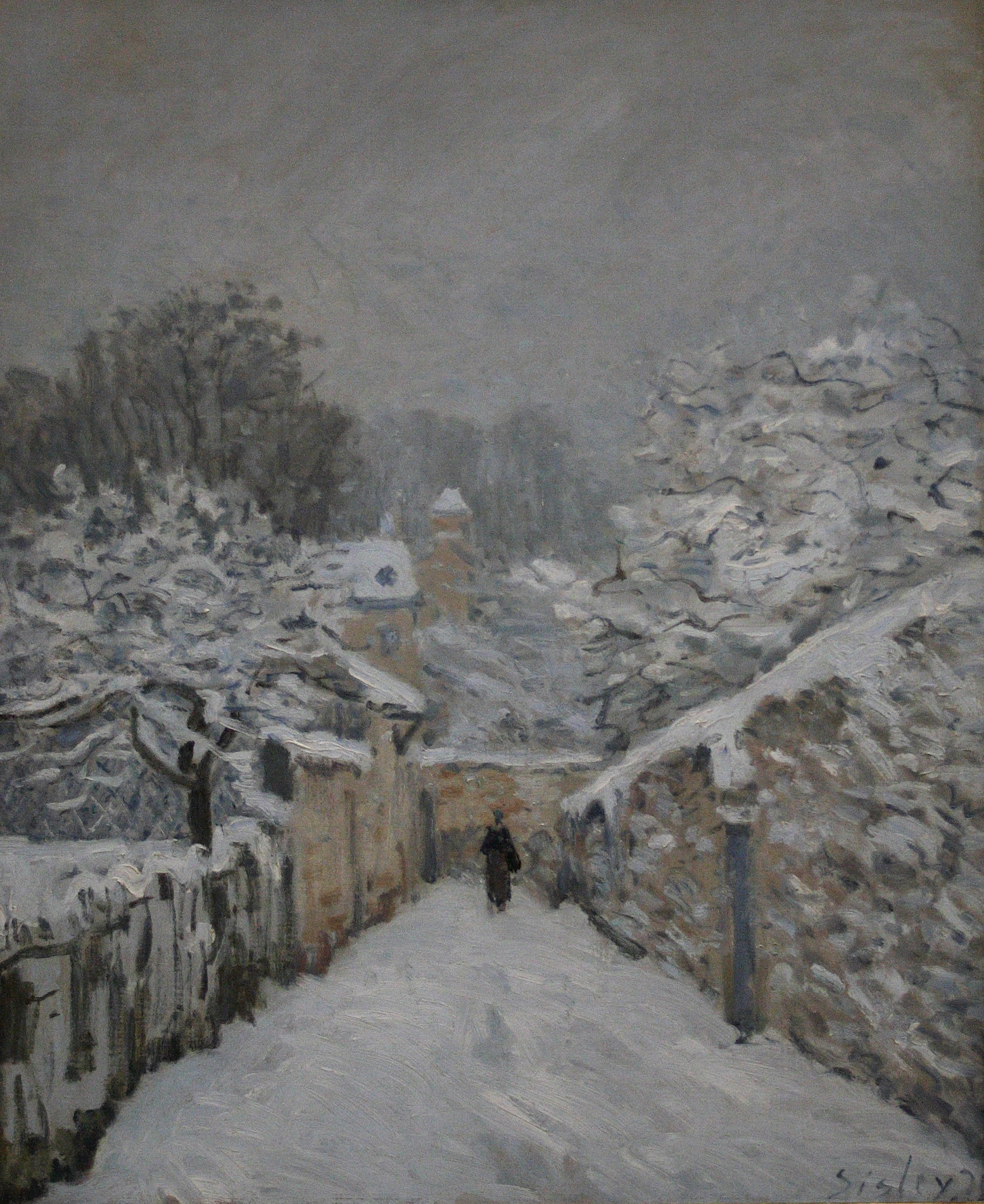
La neige a Louveciennes, 1878.
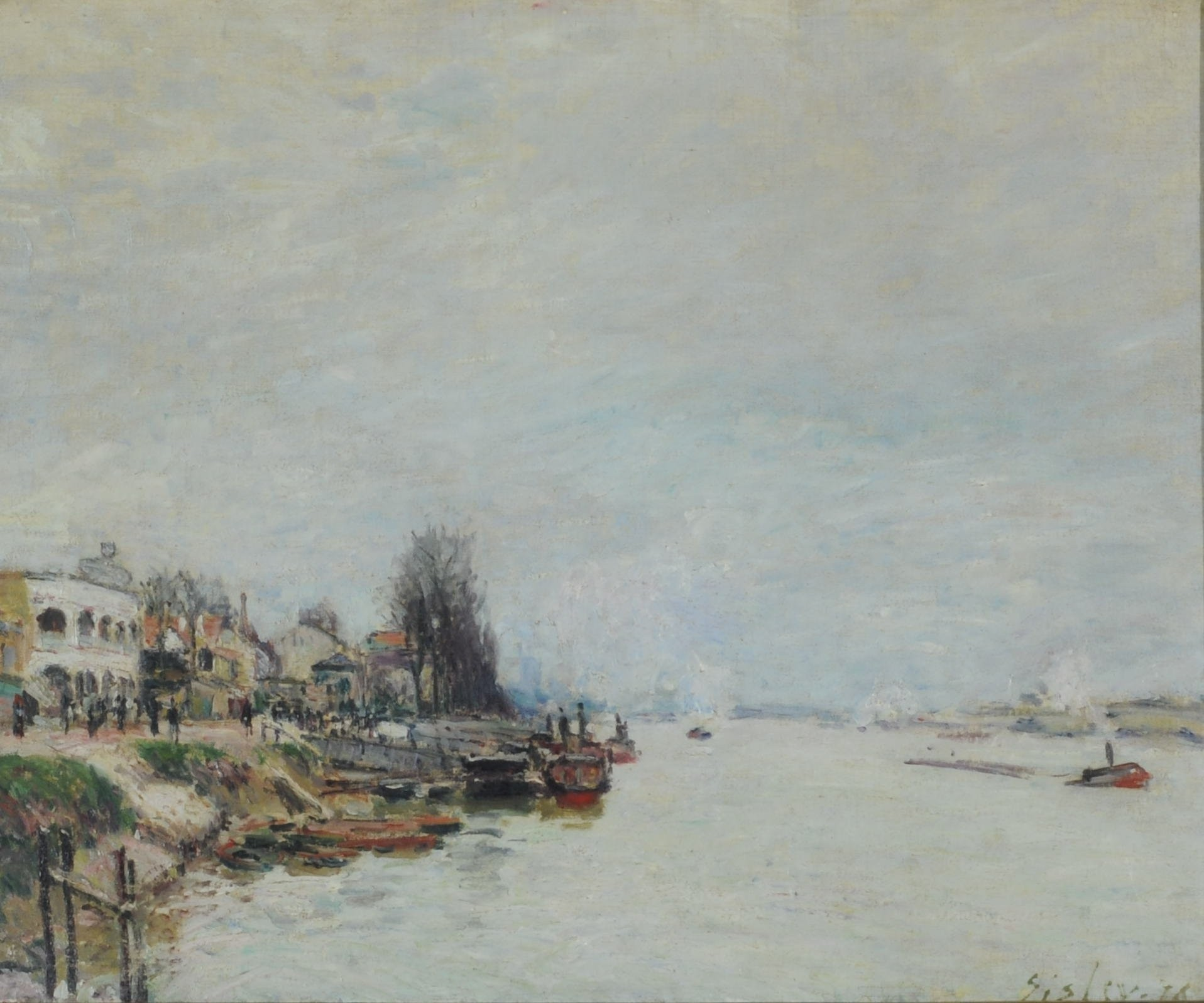
Point du jour, 1878.
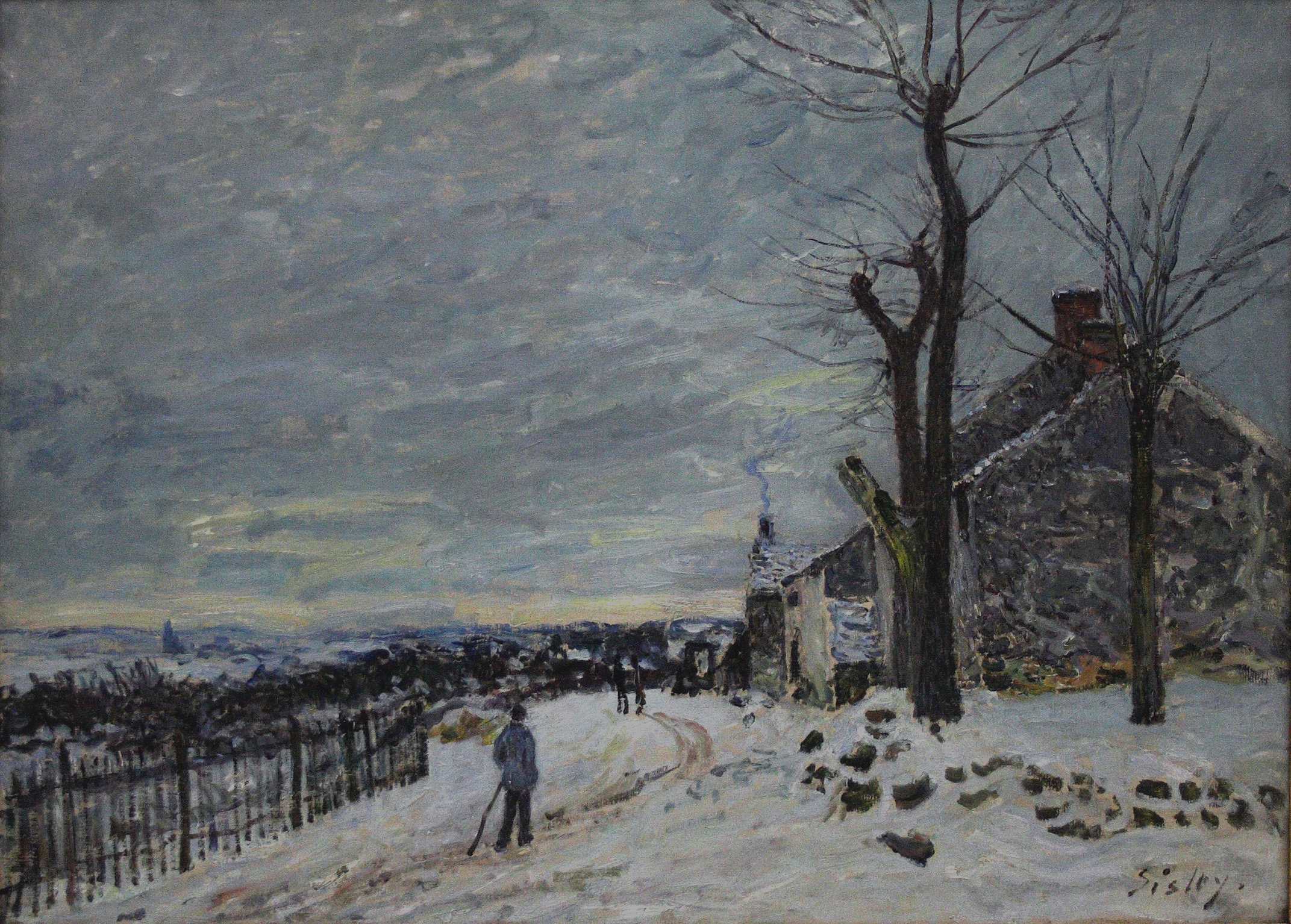
Temps de neige a Veneux-Nadon, 1880.
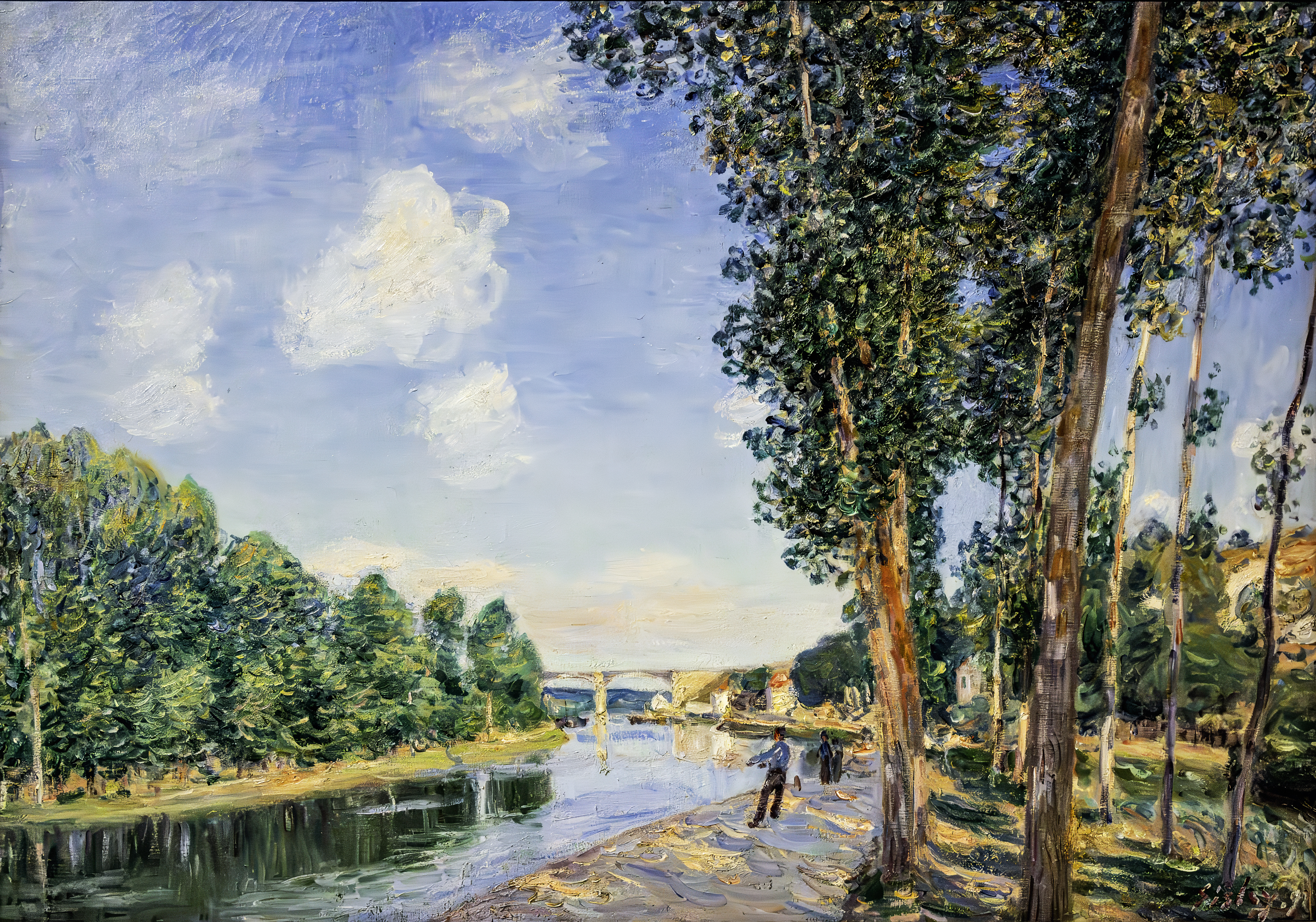
A Saint-Mammès. Sol de juny, 1892
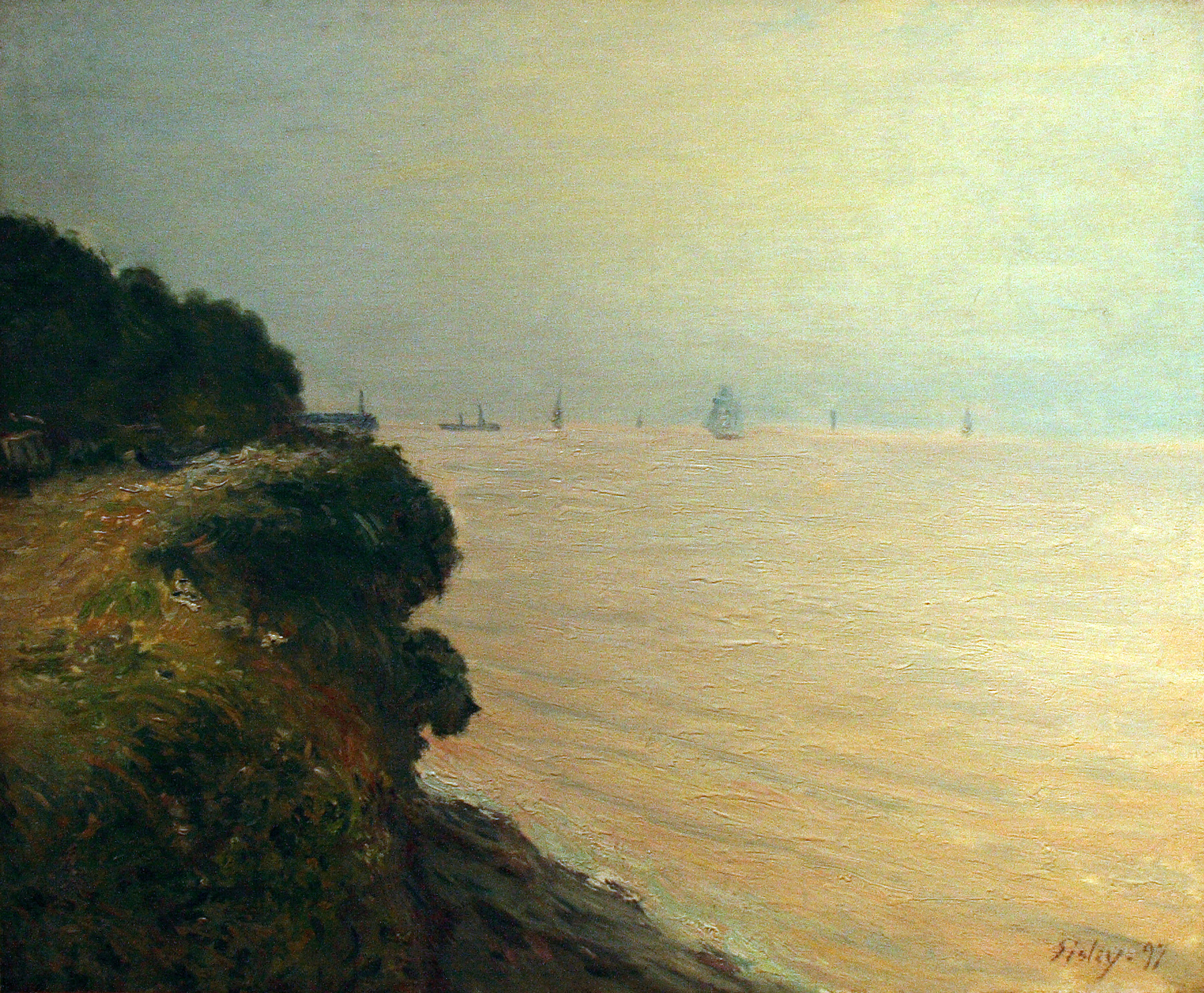
Langland Bay, 1897.